# Traian Ungureanu
Traian Ungureanu (ur. 1 marca 1958 w Bukareszcie) – rumuński dziennikarz, poseł do Parlamentu Europejskiego VII i VIII kadencji.

## Życiorys
Ukończył studia filologiczne na Uniwersytecie w Bukareszcie. Pracował jako dziennikarz, zaczynał w pismach studenckich. Od 1990 do 2003 był zatrudniony w Radiu BBC. Publikował w licznych gazetach krajowych, m.in. "Evenimentul Zilei", "Cotidianul", "Opinia studențească", "Contrafort" i innych.
W wyborach w 2009 jako niezależny kandydat z listy Partii Demokratyczno-Liberalnej uzyskał mandat deputowanego do Parlamentu Europejskiego. Przystąpił do grupy Europejskiej Partii Ludowej, został też członkiem Komisji Zatrudnienia i Spraw Socjalnych. W 2014 został wybrany na kolejną kadencję Europarlamentu. Wraz ze swoim ugrupowaniem dołączył następnie do Partii Narodowo-Liberalnej.